# Metrichia nigritta
Metrichia nigritta är en nattsländeart som först beskrevs av Banks 1907.  Metrichia nigritta ingår i släktet Metrichia och familjen smånattsländor. Inga underarter finns listade i Catalogue of Life.